# Lottinghen
Lottinghen ist eine französische Gemeinde mit 541 Einwohnern (Stand: 1. Januar 2022) im Département Pas-de-Calais in der Region Hauts-de-France. Sie gehört zum Arrondissement Boulogne-sur-Mer und zum Kanton Desvres. 

## Lage
Die Gemeinde Lottinghen liegt im Regionalen Naturpark Caps et Marais d’Opale, etwa 22 Kilometer ostsüdöstlich von Boulogne-sur-Mer. Nachbatrgemeinden von Lottinghen sind Quesques im Norden, Seninghem im Osten, Bléquin im Osten und Südosten, Senlecques im Süden, Vieil-Moutier im Südwesten und Westen, Saint-Martin-Choquel im Westen sowie Selles im Nordwesten.

## Geschichte
Im Zweiten Weltkrieg unterhielt die Wehrmacht hier eine V-Raketen-Station.

## Bevölkerungsentwicklung
| Jahr                       | 1962 | 1968 | 1975 | 1982 | 1990 | 1999 | 2006 | 2013 | 2022 |
| Einwohner                  | 551  | 531  | 527  | 436  | 457  | 464  | 505  | 553  | 541  |
| Quellen: Cassini und INSEE |      |      |      |      |      |      |      |      |      |

## Sehenswürdigkeiten
- Kirche Saints-Fucien-et-Compagnons aus dem 17. Jahrhundert

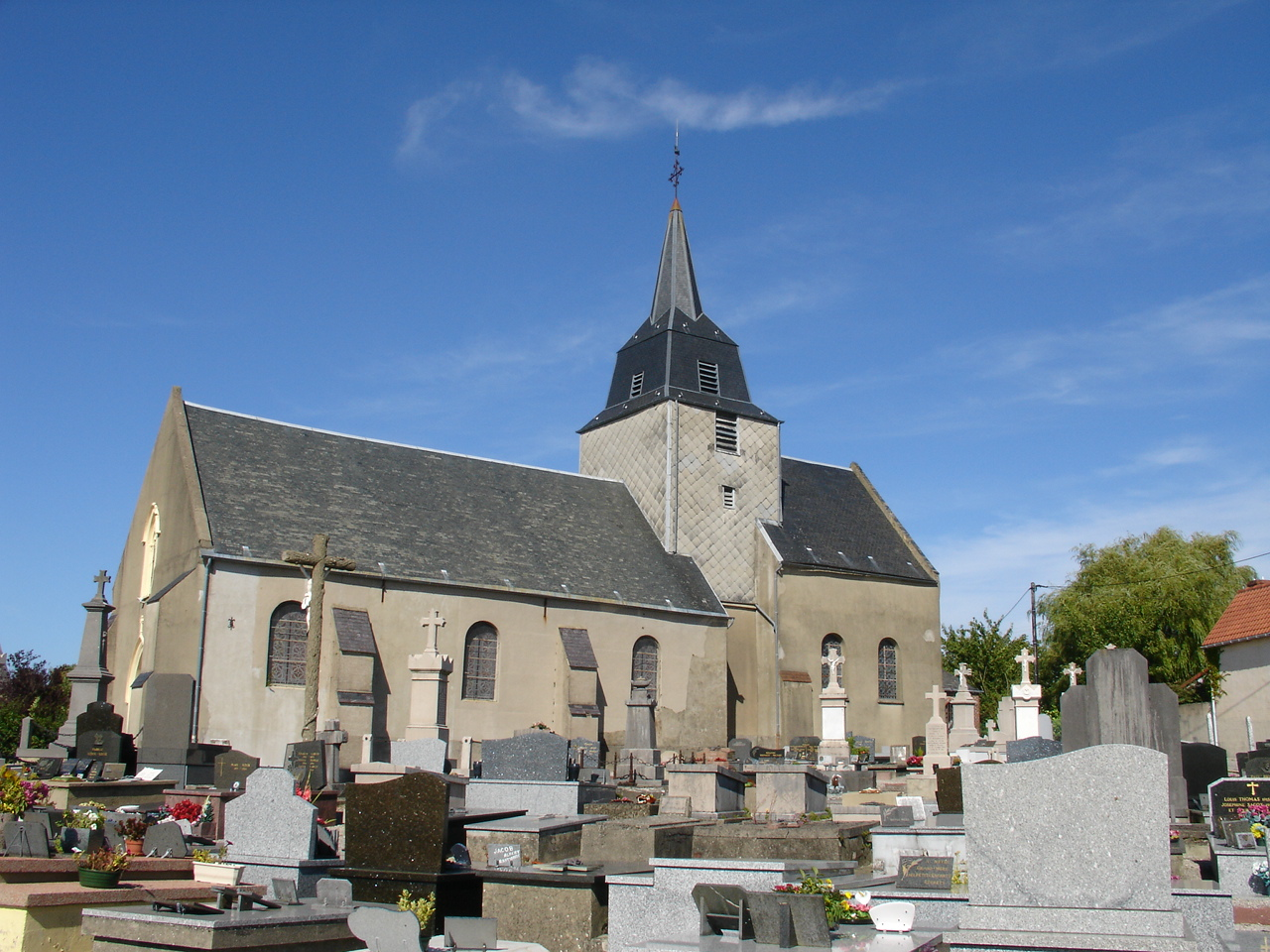
Kirche Saint-Fucien-et-Compagnons
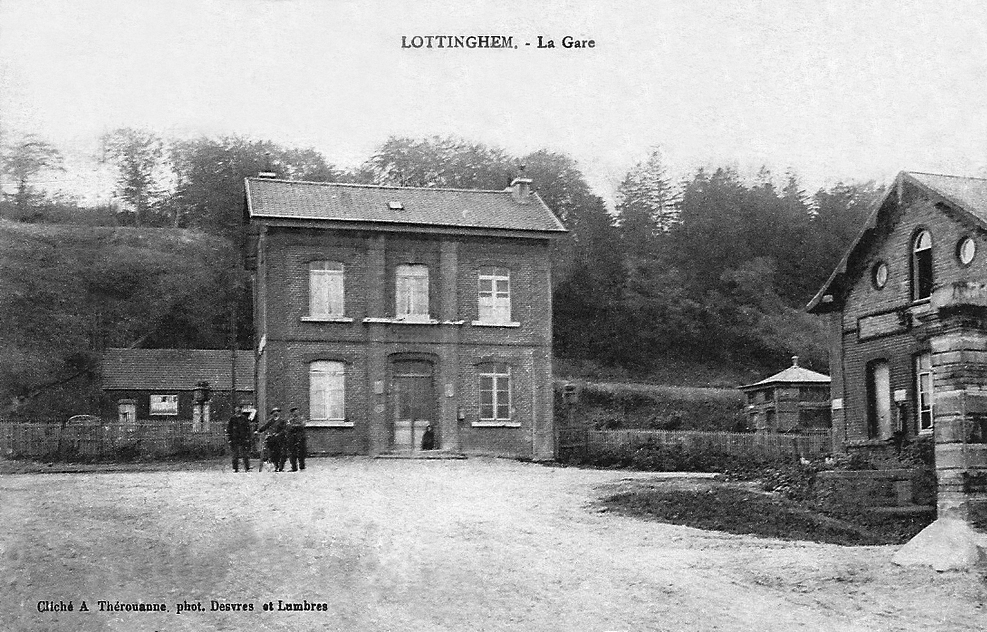
Bahnhof Lottinghen Anfang des 20. Jahrhunderts